# Nallingen (Nümbrecht)
Nallingen ist ein Ortsteil von Nümbrecht im Oberbergischen Kreis im südlichen Nordrhein-Westfalen innerhalb des Regierungsbezirks Köln.

## Lage und Beschreibung
Der Ort liegt zwischen Drabenderhöhe im Norden und Marienberghausen im Süden etwa zwei Kilometer östlich von Oberstaffelbach. Der Ort liegt in Luftlinie rund 4,5 Kilometer nordwestlich vom Ortszentrum von Nümbrecht entfernt.

## Geschichte

### Erstnennung
1492 wurde der Ort das erste Mal urkundlich erwähnt und zwar „Differenzen Homburg - Berg“.
Die Schreibweise der Erstnennung war Allyngen.

## Bus und Bahnverbindungen

### Bürgerbus
Haltestelle des Bürgerbuses der Gemeinde Nümbrecht.
Route:Marienberghausen – Linie 5
- Krahm-Überdorf-Oberstaffelbach–Niederstaffelbach
- Marienberghausen-Hochstraßen-Guxmühlen-Nümbrecht/Busbahnhof.